# Entwerfen

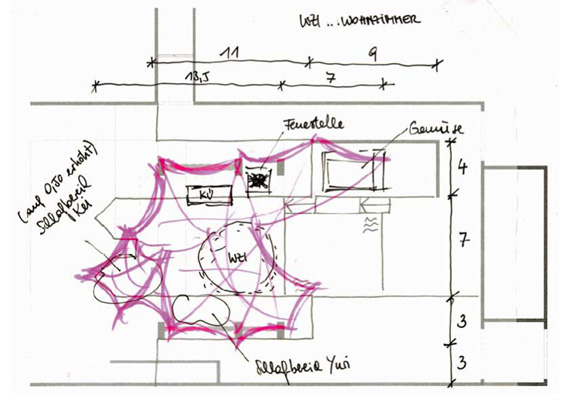
Entwurfsskizze

Das Entwerfen ist eine zielgerichtete geistige und schöpferische Leistung, als Vorbereitung einer später daraus zu entwickelnden Leistung oder eines Ergebnisses. Entwerfen gilt als Schlüsseltätigkeit in der Architektur, Landschaftsarchitektur, dem Städtebau, Design, den Ingenieurwissenschaften, der IT sowie einigen Bereichen der Bildenden Künste, und spielt in vielen Aspekten der menschlichen Arbeit eine Rolle, bei der Kreativität und Planung eng miteinander verknüpft sind.
Der Entwurf kann eine rein gedankliche Idee bleiben. Außerdem wird unter diesem Begriff auch eine Darstellung und Präsentation in Form von Texten, Zeichnungen, Grafiken, Modellen und Berechnungen verstanden. Diese sind Mittel der Veranschaulichung zur Überprüfung und Kommunikation mit anderen Menschen, indem Qualität, Funktionsweise und Funktionstüchtigkeit aber auch eventuelle Fehler eines Entwurfs überprüft, diskutiert und gegebenenfalls verbessert werden.

## Bedeutungsgeschichte
Das Verb entwerfen findet sich bereits im Mittelhochdeutschen als Fachwort in der Bildwirkerei. Es bedeutete ursprünglich ‚ein Bild gestalten‘: Beim Weben wurde der Schussfaden durch die aufgespannten Kettfäden geworfen um ein bestimmtes Motiv zu entwerfen. Noch heute wird die Phrase „ein Bild hinwerfen“ im Zusammenhang mit einer zeichnerischen Darstellung als synonym zu ‚(schnelles) Skizzieren‘ verstanden. Bereits im Mittelhochdeutschen findet sich eine allgemeine Bedeutungsausdehnung auf literarisches und geistiges Gestalten. Für den zeichnerischen Entwurf wurde jedoch meist der Begriff Riss (von althochdeutsch ritzen, reißen für ‚zeichnen, schreiben‘, vergl. Aufriss, Anriss u. ä.) verwendet, der in der Fachsprache heute noch üblich ist (z. B. Scheibenriss … Entwurf für ein Glasgemälde, Goldschmiederiss, Meisterriss etc.). Der Aspekt der Vorläufigkeit und Prozessartigkeit, der heute bei dem Begriff mitschwingt, kam erst später hinzu: durch den Einfluss des französischen projeter, ‚planen‘, wörtlich ‚vor-werfen‘. Das Substantiv Entwurf für eine (vorläufige) Skizze, einen Plan, entstand im 17. Jahrhundert. Heute werden auch die englischsprachigen Begriffe design und draft in einigen Sachzusammenhängen mit Entwurf übersetzt.
Das Substantiv Entwerfen, das schon Goethe im Künstlerlied benutzt, ist im 20. Jahrhundert zunächst in der Architektur und später im Diskurs der Postmoderne und um Neue Medien gebräuchlich geworden. Die Wortbildung, die auf der Substantivierung des Verbs entwerfen basiert, dient dazu, den Prozess, etwas zu entwerfen, zu bezeichnen, und unterscheidet sich darin auch wortgeschichtlich vom Begriff Entwurf, der ein Ergebnis, das entworfen wurde, bezeichnet. 

## Architektur

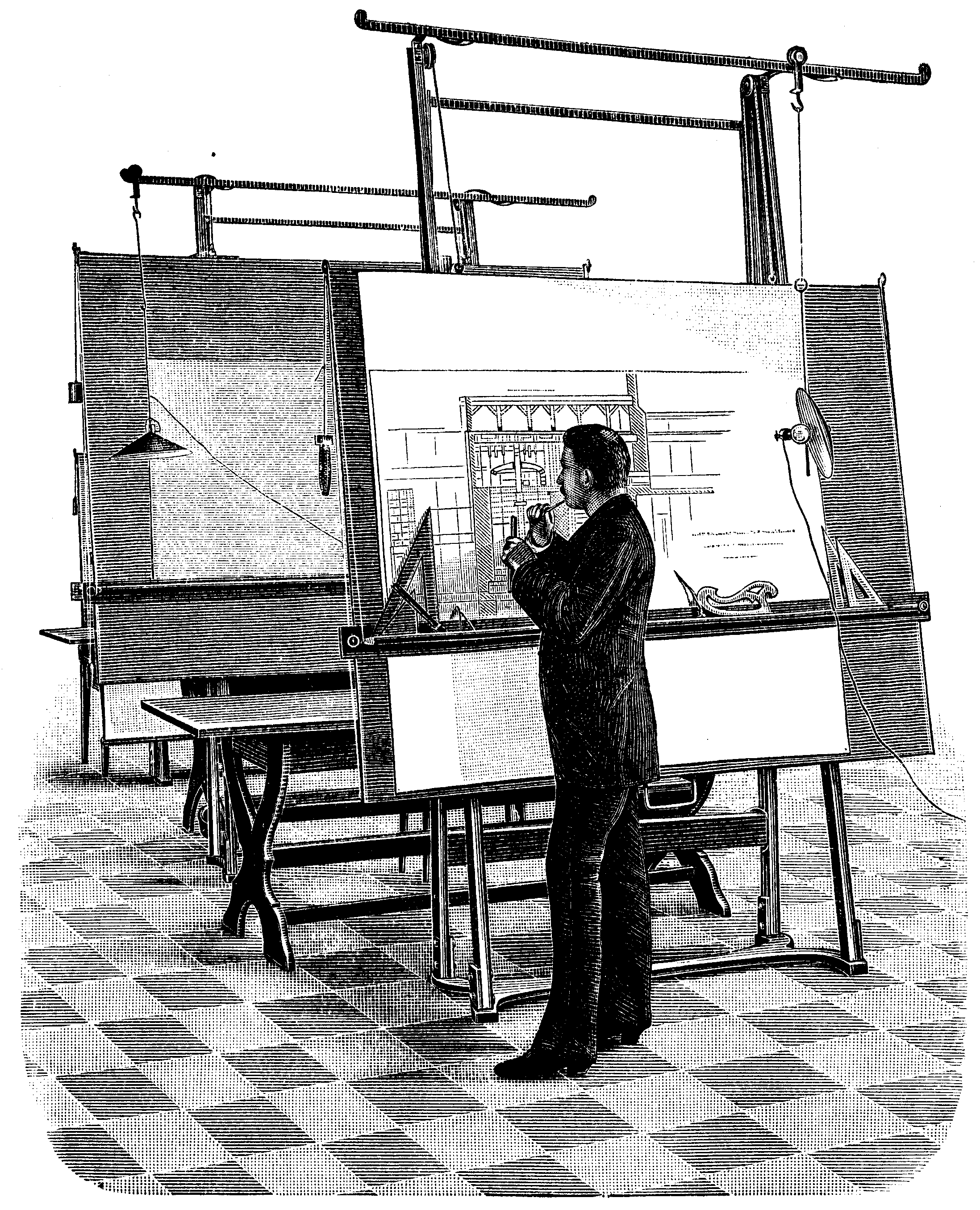
Ein Architekt beim Entwerfen, Darstellung 1893

In der Architektur ist das Entwerfen ein komplexer, rationaler wie künstlerischer Prozess, bei dem verschiedene Randbedingungen wie Lage, Baugrundstück, Raumprogramm, Kosten, Baurecht beachtet werden müssen, um ein Bauwerk oder Gebäude zu entwickeln (siehe Wichtige Themen der Architektur). Das Ergebnis, der Entwurf, wird in der Regel mit den Mitteln der Architekturdarstellung in Zeichnungen, Architekturmodellen, Computersimulationen, Berechnungen und in Textform dokumentiert.
Die Regeln und Vorgehensweisen bei diesem Prozess nennt man auch Entwurfsstrategie oder Entwurfsmethode. Je nach Strategie und eingesetzten Entwurfswerkzeugen ist ein unterschiedlicher Grad an Flexibilität, Variabilität, Erweiterbarkeit und Reduzierbarkeit gegeben.
Neben dem eher unscharfen Begriff Entwerfen existiert in Deutschland im Rahmen der Honorarordnung für Architekten und Ingenieure als Leistungsphase 3, der genauer fixierte Terminus Entwurfsplanung.

## Ingenieurwissenschaften
In den Ingenieurwissenschaften versteht man unter Entwerfen den Prozess des Erdenkens und Erfindens von Funktionen, Formen, Teilen und Details eines Systems zum Erzielen einer bestimmten Funktion. Dabei spielen ästhetische und ökonomische sowie wissenschaftliche Aspekte eine wichtige Rolle.

## Softwareentwicklung
In der Softwareentwicklung wird für große Systeme zunächst ein Modell entworfen, welches die Daten und Abläufe des geplanten Systems repräsentiert. Anschließend wird dieses Modell in kleinere Bestandteile aufgeteilt und verwirklicht. Dabei spielen ästhetische und ökonomische sowie wissenschaftliche Aspekte eine wichtige Rolle.

## Andere Verwendungen
- Dokumente aller Art, zum Beispiel Bücher, Briefe, Notationen werden oft als grober Entwurf erstellt und anhand dessen strukturiert, verbessert und ausgearbeitet. Bei Schriftstücken, wie zum Beispiel Geschäfts-/Behördenkorrespondenz wird dann der Hinweis Entwurf eingefügt, um den vorläufigen Charakter des Dokuments hervorzuheben.
- In der Politik werden Gesetzentwürfe erstellt. Ein Referentenentwurf ist ein Vorschlag eines Referenten in einem Ministerium für einen Gesetzentwurf. Siehe auch Croquis (Österreich).
- Auch in der Soziologie spricht man von einem Entwurf und meint damit Konzepte und Theorien für alternative Gesellschafts-, Staats- und Organisationsformen.